# Pierce the Veil
Pierce the Veil é uma banda de post-hardcore americana de San Diego, Califórnia formada em 2006. A banda foi fundada pelos irmãos Vic e Mike Fuentes depois do fim do grupo Before Today (anteriormente conhecida como Early Times), criado a partir da cena de punk rock de San Diego. Pouco tempo depois, Tony Perry (guitarra) e Jaime Preciado (baixo e vocal de apoio) juntaram-se.
Pierce the Veil lançou cinco álbuns de estúdio e tem embarcado em várias turnês no mundo todo desde o lançamento de seu álbum de estréia, A Flair for the Dramatic em 2007. Três anos depois, lançaram seu segundo álbum intitulado Selfish Machines, que inclui a canção "Caraphernelia". Seu terceiro álbum, Collide with the Sky, foi lançado em 2012, sendo o primeiro pela Fearless Records após deixarem a Equal Vision. Apresentando o single de sucesso "King for a Day", o álbum estreou em 12º lugar na Billboard 200. Seu quarto álbum, Misadventures, foi lançado em 13 de maio de 2016. Em 2017, Mike Fuentes deixou a banda após alegações de má conduta sexual. O quinto álbum The Jaws of Life foi lançado sete anos depois do anterior, em 10 de fevereiro de 2023.

## História

### Primeiros anos eA Flair for the Dramatic(2006–2009)
Pierce the Veil foi formada pelos irmãos Mike e Vic Fuentes em 2006, depois do fim da banda Before Today. Os irmãos continuaram a escrever músicas juntos e, finalmente, tinham material suficiente para um álbum completo. Ainda apoiado por sua gravadora, Equal Vision Records, que escreveu e gravou um álbum inteiro por conta própria, em Seattle com o produtor Casey Bates. Os irmãos Fuentes lançaram o álbum A Flair for the Dramatic em 26 de junho de 2007, sob um novo nome: Pierce the Veil, nome de uma música do álbum A Celebration of an Ending da banda Before Today. Logo depois, Tony Perry (guitarra) e Jaime Preciado (baixo) se juntaram à banda. A música "I'd Rather Die Than Be Famous" deste álbum foi destaque no jogo Tony Hawk's Proving Ground. O primeiro videoclipe lançado pela banda foi o de "Currents Convulsive", seguido por "Yeah Boy and Doll Face" em 2008 e "Chemical Kids and Mechanical Brides" em 2009.
A banda excursionou numa turnê durante cerca de 3 meses após o lançamento de A Flair for the Dramatic, com bandas como A Day to Remember, Chiodos, From First to Last, Emery, The Devil Wears Prada e Mayday Parade.[carece de fontes?] Tocaram na Vans Warped Tour pela primeira vez em 2008. Eles também tocaram no Bamboozle Left em 2008. Sua primeira turnê, chamada The Delicious, que teve lugar em Outubro-Novembro de 2008, contou com Breathe Carolina, Four Letter Lie e Emarosa. Eles terminaram o seu ciclo na turnê Taste of Chaos em 2009, juntamente com Bring Me The Horizon, Thursday, Four Year Strong e Cancer Bats. Em novembro de 2008, a Alternative Press publicou uma lista de álbuns mais aguardados de 2009, e entre eles estava o segundo álbum de Pierce the Veil.
Vic e Mike Fuentes juntos com Ayrton Jara, entraram num projeto paralelo de supergrupo chamado Isles & Glaciers, com Craig Owens vocalista do D.R.U.G.S. e Jonny Craig do Dance Gavin Dance e ex vocalista do Emarosa. O "supergrupo" lançou seu primeiro EP intitulado The Hearts of Lonely People em 9 de março de 2010. No entanto Isles & Glaciers teve seu fim, dizendo: "Isles & Glaciers era apenas uma coisa de uma vez".[carece de fontes?]

### Selfish Machines(2009–2011)
No início de 2009, Vic Fuentes contou que não tinha certeza de quando o segundo álbum do grupo seria lançado, mas certificou que seria pela gravadora Equal Vision. Em abril de 2009 foi revelado pela Alternative Press que a banda havia começado o processo de escrita do álbum e foi anunciado em novembro que já estavam criando demos em seu estúdio caseiro. Selfish Machines foi finalmente lançado em 21 de junho de 2010, tendo sido produzido por Mike Green e gravado em Los Angeles. Em apoio ao lançamento, a banda participou de uma série de festivais, incluindo Bamboozle Left, South by Southwest, Never Say Never Festival, e a Warped Tour.[carece de fontes?]
A banda contribuiu para a coletânea Punk Goes Classic Rock, lançada em 27 de abril de 2010, com um cover da música clássica do Blue Öyster Cult "(Don't Fear) The Reaper". Eles eram uma parte da turnê Take Action com Attack Attack! que foi na Nova Zelândia e Austrália, e também participou da turnê Versus no Japão com Confide. Eles tocaram na turnê liderada pelo  Attack Attack! "This Is a Family", com In Fear and Faith e Of Mice & Men, que aconteceu até de dezembro de 2010. Em 1 de novembro de 2010, a banda anunciou que estaria iniciando 2011 com a turnê Winterizer, tocando ao lado de  Silverstein, Miss May I, The Chariot, e A Bullet for Pretty Boy. Ao longo de março e abril, estiveram na turnê "Gamechangers" com A Day to Remember, Bring Me The Horizon e We Came As Romans. Depois de tirar um verão fora para passar mais algum tempo a escrever material novo, a banda pretendia sair em sua primeira turnê sul-americana de apoio a Sum 41 em setembro, no entanto, devido a doença do vocalista do Sum 41, a turnê foi cancelada.[carece de fontes?] Eles terminaram o ano em turnê pela Europa com Blessthefall e Motionless in White e participaram da turnê No Guts No Glory com várias outras bandas, entre elas Miss May I.
Pierce the Veil contribuiu mais uma vez com um álbum da coletânea "Punk goes...", regravando a música "Just the Way You Are" do Bruno Mars para o Punk Goes Pop 4, que foi lançado em 2011.

### Fearless Records eCollide With The Sky(2011–2013)

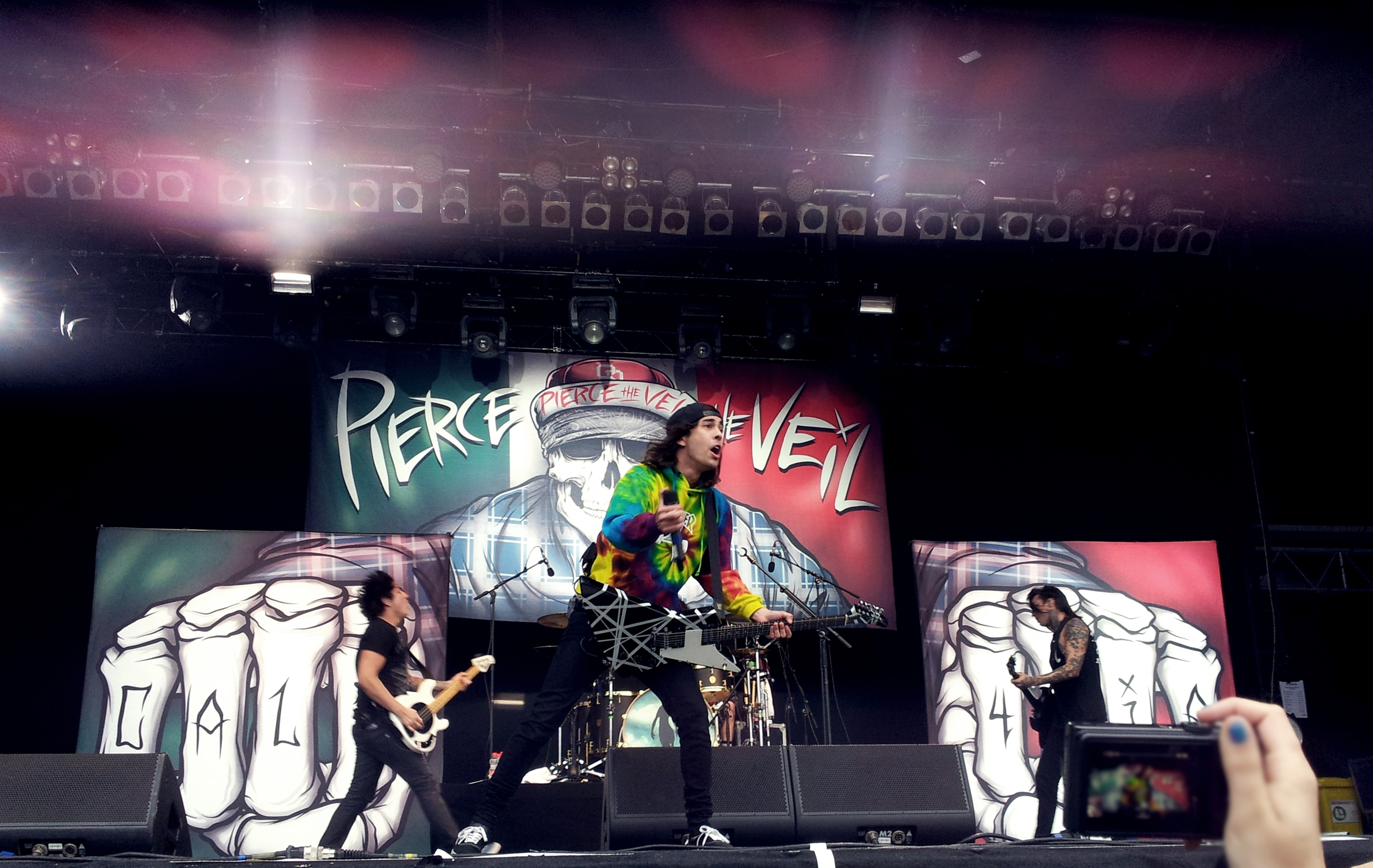
Pierce the Veil no Rock am Ring em 2013.

Em 23 de agosto de 2011, Pierce the Veil assinou com a Fearless Records. Em 22 de dezembro de 2011, uma atualização de vídeo revelou que no início de 2012, a banda estaria indo para o estúdio para gravar o seu terceiro álbum de estúdio.[carece de fontes?] Em 26 de dezembro de 2011, Vic Fuentes anunciou na página do Facebook da banda que a banda está terminando de escrever as músicas para seu terceiro álbum, que começou a escrever durante o verão e durante a turnê com Miss May I, Woe, Is Me, The Amity Affliction e letlive durante novembro e dezembro, e que agora eles vão ser a escolha de um produtor para trabalhar com eles no álbum no início de 2012.[carece de fontes?]
Em 27 de fevereiro de 2012, a banda lançou uma atualização em sua página do Facebook oficial afirmando que eles escolheram para trabalhar com os produtores Dan Korneff e Khandwala na House of Loud, em Nova Jersey, para seu terceiro álbum. Em 20 de abril de 2012, foi anunciado que o novo álbum seria intitulado Collide with the Sky e seria liberado através da Fearless Records em 17 de julho de 2012.
Em 17 de maio de 2012, a capa do álbum, e a lista de faixas do novo álbum foram anunciadas, juntamente com o anúncio da banda da primeira turnê em setembro de 2012. O primeiro single do novo álbum, "King for a Day", apresenta vocais de Kellin Quinn e foi lançado em 5 de junho de 2012, seguido pelo segundo single, Bulls in the Bronx, três semanas depois, em 26 de junho de 2012.
A fim de promover o álbum, a banda apareceu na Turnê Vans Warped a partir de 16 de Junho a 5 de Agosto de 2012, no palco principal do evento pela primeira vez. Eles foram regularmente acompanhados no palco por Kellin Quinn para realizar King for a Day juntos.
Após a Warped Tour, Pierce the Veil embarcou em sua primeira turnê pelo Reino Unido, esgotando quase todas as datas.[carece de fontes?] Sua turnê seguinte nos EUA, a The Collide With The Sky Tour, fez um sucesso semelhante. Eles terminaram o ano que aparecendo na posição #33 na lista dos melhores álbuns da revista Rock Sound de 2012, e também ganharam nove categorias na pesquisa entre os leitores conduzida pela Alternative Press, incluindo o de Melhor Banda ao Vivo do Ano, Álbum do Ano e Artista do Ano. Em 09 de janeiro de 2013, Vic Fuentes divulgou informações de que ele tinha entrado recentemente em estúdio escrevendo novas músicas com Tom Denney.
Em 7 de janeiro de 2013, Pierce the Veil e a banda de pop-punk All Time Low anunciaram que iriam co-estrelar a Spring Fever Tour durante a primavera. Ambas as bandas excursionaram pelos Estados Unidos, juntamente com as  bandas de abertura Mayday Parade e You Me at Six. A turnê começou em 11 de abril de 2013 e terminou em 12 de maio de 2013. Perto do fim da turnê, no dia 7 de maio de 2013, o videoclipe da canção "Bulls no Bronx" foi lançado.

### This Is a Wasteland(2013–2015)
Em 23 de setembro de 2013, a banda anunciou planos para lançar um documentário detalhando sua primeira turnê mundial em 11 de novembro. O documentário inclui imagens ao vivo de sua turnê mundial, três vídeos de música e muito mais. A banda lançou esta declaração sobre o documentário: "A nossa primeira turnê mundial era absolutamente a experiência mais louca de nossas vidas .. e nós filmamos tudo. Acompanhe como nós visitamos territórios desconhecidos em busca dos melhores shows e experiências emocionantes que poderíamos absolutamente encontrar ao longo do caminho. Este DVD é para os fãs e apenas os fãs. Obrigado por nos deixar viajar pelo mundo e partilhar esta aventura com vocês! " - Vic, Mike, Tony, e Jaime.
Em 18 de outubro de 2013 a banda iniciou a pré-venda de seu documentário com uma nova data de lançamento de 25 de novembro.
Em 21 de julho, Pierce the Veil e Sleeping with Sirens anunciaram que iriam co-estrelar uma turnê mundial. Eles anunciaram a primeira etapa pela América do Norte com 20 concertos com o apoio das bandas Beartooth e This Wild Life. A turnê começou em 5 de novembro de 2014 em Fresno. Um mês depois, em 22 de agosto de 2014, a banda confirmou a segunda etapa da turnê, que aconteceu na Europa. Entre 20 de março de 2015 e 11 de abril de 2015 o Pierce the Veil realizou concertos na Holanda, Bélgica, Suécia, Alemanha e no Reino Unido. De acordo com a Epitaph Records, todos os concertos na Europa foram esgotados. Antes de partir para a Europa na segunda etapa, as bandas também tocaram mais uma vez nos Estados Unidos com o apoio das bandas PVRIS e Mallory Knox.

### Misadventures(2015–2017)
Planos para um novo álbum foram inicialmente anunciados em 23 de dezembro de 2013 - a banda lançou uma atualização de férias anunciando que eles teriam um novo álbum que sairia em 2014 novamente através da Fearless Records. Em um artigo do Oakland Press a banda afirmou que tinha começado a escrever novo material, juntamente com Tom Denney, enquanto estavam em turnê com Mayday Parade, You Me At Six e All Time Low. a banda terminou de escrever novas músicas após a turnê européia com Bring Me the Horizon em dezembro de 2013.
Em uma entrevista com Poppy Reid do The Music Network durante a apresentação da banda no festival Soundwave na Austrália, a banda falou sobre colaborar com Jenna McDougall da Tonight Alive em uma faixa de seu quarto álbum. Em maio de 2014, o Pierce the Veil começou a pré-produção para o novo álbum. Em 05 de junho de 2014 Tony Perry e Vic Fuentes anunciaram que estariam voando para Nova Jersey, a fim de começar a gravar seu novo álbum com o produtor Dan Korneff. Em uma entrevista com  Alternative Press Vic Fuentes afirmou que a banda iria adiar o álbum para 2015. A razão para a data de lançamento ser adiada deveu-se à banda estar várias semanas atrasada devido a duas canções que a banda escreveu enquanto eles estavam gravando o novo álbum em estúdio com o produtor Dan Korneff. O álbum foi novamente adiado para uma data posterior, desta vez para o que viria a ser confirmado como maio de 2016.
Em 18 de junho de 2015 a banda lançou "The Divine Zero", o primeiro single de seu quarto álbum de estúdio. No mesmo dia, ele chegou a primeira posição na parada do iTunes Rock and Alternative nos EUA e Reino Unido. Em 18 de março de 2016, a banda anunciou o aguardado quarto álbum de estúdio, Misadventures, que finalmente foi lançado em 13 de maio pela Fearless Records. O álbum foi produzido por Dan Korneff. A banda lançou o segundo single do álbum, "Texas Is Forever" em 24 de março de 2016.
Em novembro de 2017, Mike Fuentes foi acusado de estupro de vulnerável e de solicitar fotos nuas para uma garota quando ela era menor de idade. A garota alegou que, aproximadamente dez anos antes, eles se conheceram num show da banda no clube Chain Reaction em Anaheim, na Califórnia quando o baterista tinha 24 anos e ela menos de 16. Ela contou que após se conhecerem, mantiveram contato pelo MySpace e tiveram relações sexuais após se encontrarem novamente em um show durante a Warped Tour. A relação do casal durou até ela completar 18 anos. Em dezembro de 2017, outra mulher acusou Mike de solicitar fotos nuas quando ela era menor. Ela acusou anonimamente em seu Twitter que conheceu o baterista na Warped Tour de 2008 e eles trocaram números de telefone para manter contato. E então, quando ela tinha apenas 15 anos, ele solicitou que ela enviasse fotos nuas.
Após as alegações, o grupo declarou que Mike Fuentes iria dar uma pausa em sua carreira para "concentrar-se em sua vida pessoal". A banda anunciou um hiato e cancelou uma turnê no Reino Unido com o All Time Low que estava por vir.

### The Jaws of Life(2018–presente)
Em 5 de julho de 2018, o vocalista e guitarrista Vic Fuentes postou em suas redes sociais que está trabalhando no quinto álbum da banda. Em fevereiro de 2019, o Twitter oficial da banda postou que eles ainda estão trabalhando no álbum.
Em 13 de abril de 2020, Pierce the Veil carregou um ensaio caseiro de sua faixa "Hold On Till May" no YouTube, devido à pandemia de COVID-19. A apresentação contou com a participação do ex-membro Mike Fuentes, porém o grupo não especificou se ele havia retornado oficialmente como membro da banda. A reação à apresentação de Mike Fuentes com a banda foi mista, com os ouvintes expressando preocupação nas redes sociais sobre as alegações sexuais que o cercam, e a banda não havia abordado-as totalmente além da declaração original de 2017. Em 24 de agosto de 2020, Vic confirmou que Mike havia deixado a banda em 2017 e não faria parte do próximo álbum.
Em 1º de setembro de 2022, a banda lançou o single "Pass the Nirvana". Em 11 de novembro de 2022, lançaram o single "Emergency Contact" e anunciaram que seu quinto álbum de estúdio, o primeiro em 7 anos, The Jaws of Life seria lançado em 10 de fevereiro de 2023. Em 28 de março iniciaram uma turnê pelo México e América do Sul, fazendo seu primeiro show na Colômbia e passando pelo Brasil em 9 de abril. Em 2024, entrarão em turnê pela Europa.

## Estilo musical
O estilo musical de Pierce the Veil tem sido geralmente considerado uma mistura de post-hardcore, pop punk, rock experimental, emo, e metalcore.
Seu álbum de estreia, A Flair for the Dramatic, foi descrito como uma mistura de emo, screamo e rock progressivo. De acordo com a revista alemã de música Intro, as composições dos discos são "complexas" e os comparou a artistas como Sparta, ...And You Will Know Us by the Trail of Dead e em parte até mesmo Queen.
O segundo álbum, Selfish Machines, foi parcialmente influenciado pela música punk e foi comparado a bandas como Emarosa, Chiodos, The Used e Alesana. A banda foi elogiada pelo The Morning Call pela mistura de metal e punk hardcore com composições e melodias presentes na música pop. Seu terceiro álbum, Collide with the Sky, foi amplamente elogiado por seus elementos de rock progressivo. O quarto álbum, Misadventures, inclinou-se mais para o pop e pop punk. Este foi comparado a artistas como Atreyu, My Chemical Romance e Panic! at the Disco. Os vocais de Vic Fuentes foram comparados aos de Claudio Sanchez de Coheed e Cambria.
O termo "mexicore" também foi aplicado à banda devido ao talento espanhol em muitas de suas canções. Vic Fuentes disse em uma entrevista à Alternative Press que a banda sempre tenta "incorporar pelo menos uma pitada de influência latina em cada música". O cantor também descreveu "mexicore" como uma "mistura de música pesada com um toque espanhol".

## Integrantes
Formação atual
- Vic Fuentes – vocal, guitarra base, teclados  (2006–presente)
- Tony Perry – guitarra principal  (2006–presente)
- Jaime Preciado – baixo, programação, vocal de apoio  (2006–presente)

Ex integrantes
- Mike Fuentes – bateria, percussão  (2006–2017)

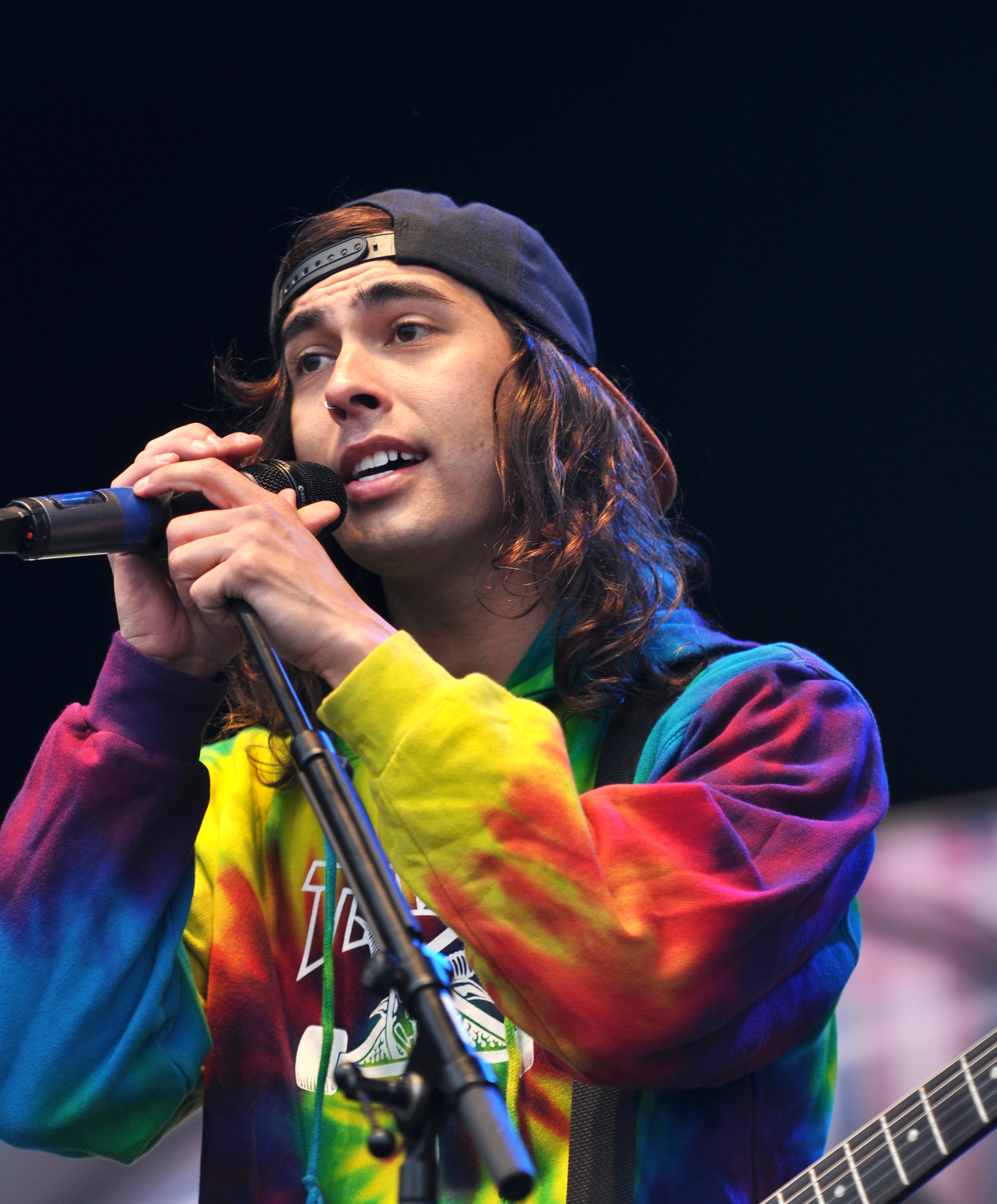
Vic Fuentes
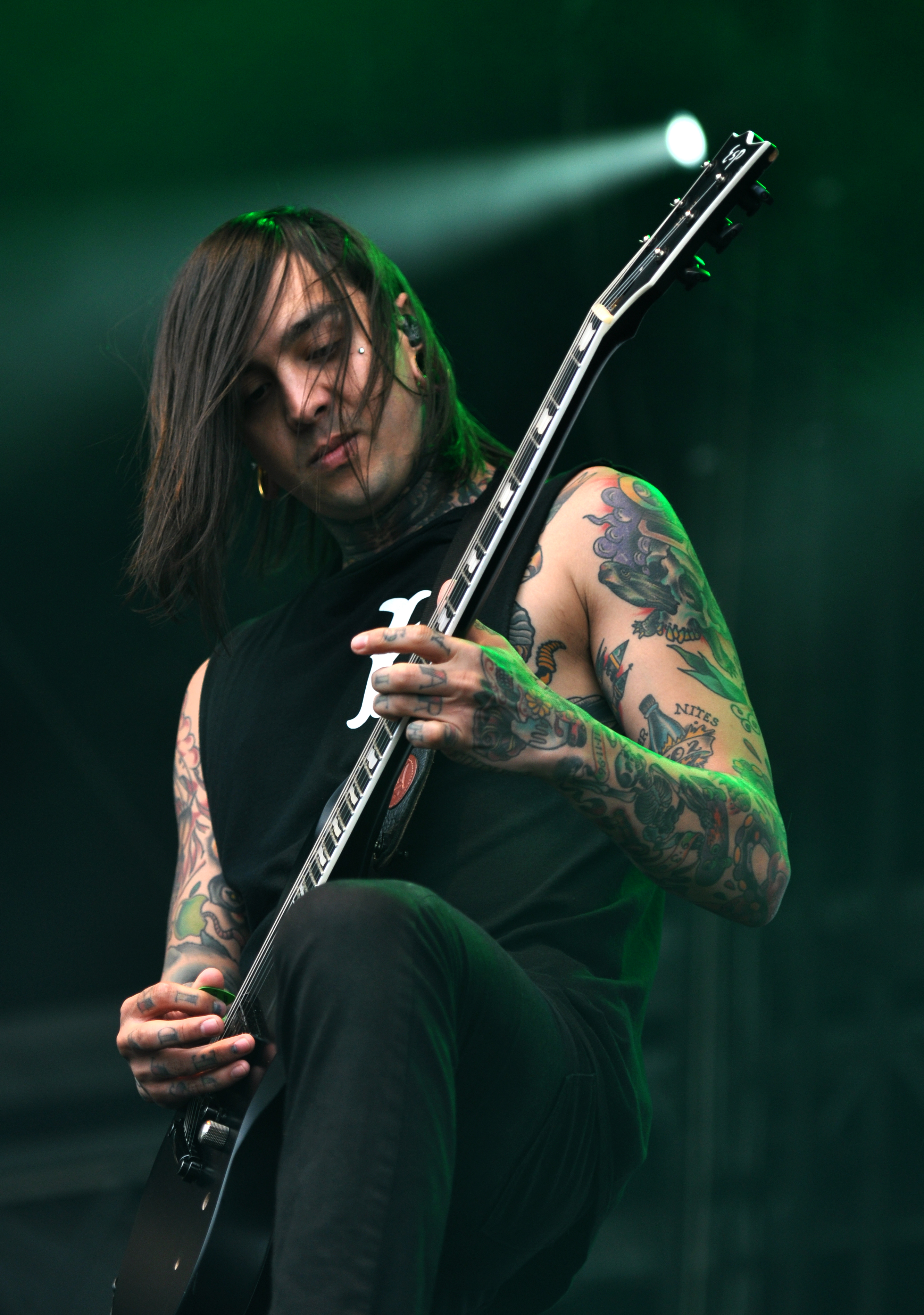
Tony Perry
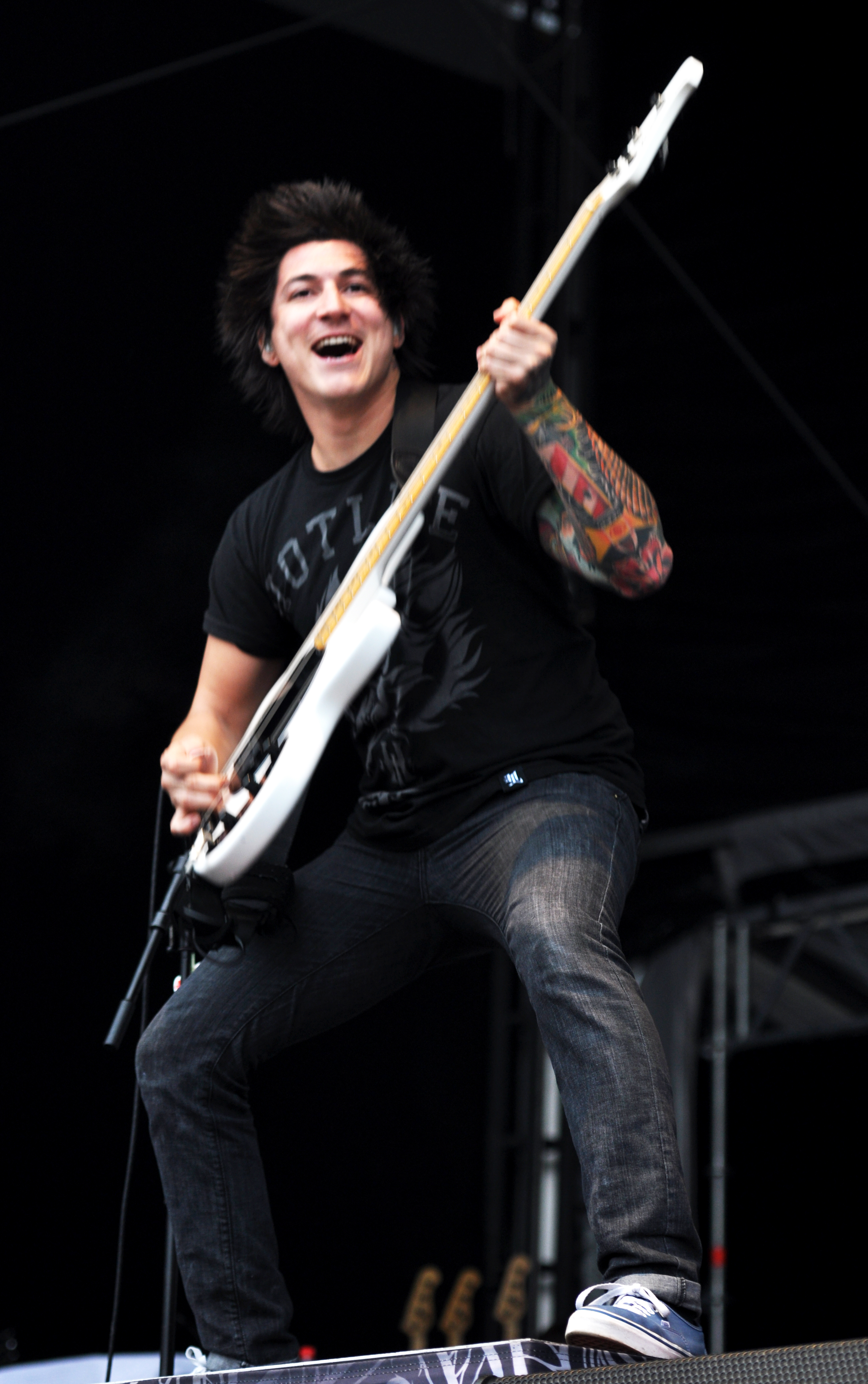
Jaime Preciado
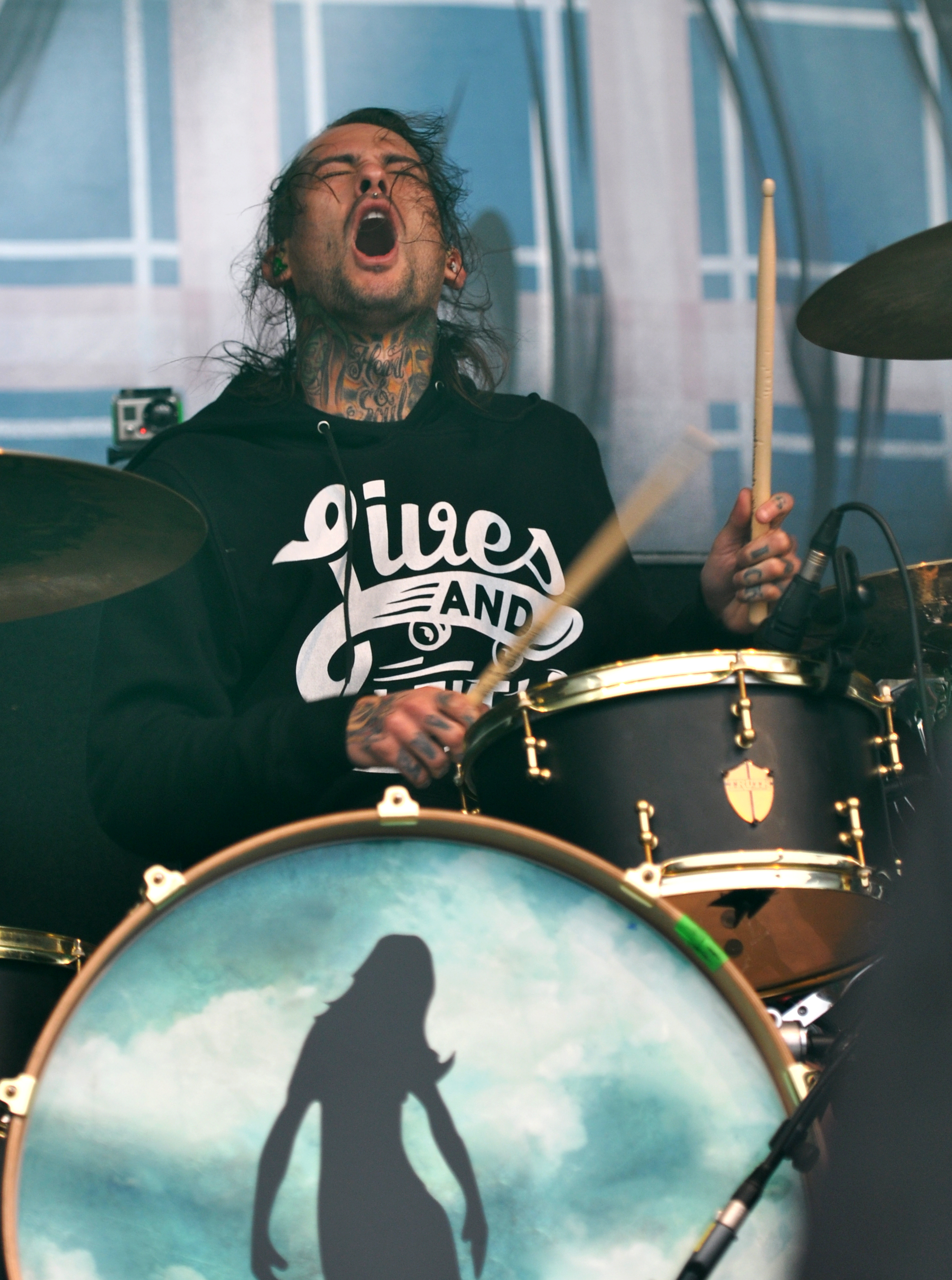
Mike Fuentes

## Discografia
- A Flair for the Dramatic (2007)
- Selfish Machines (2010)
- Collide with the Sky (2012)
- Misadventures (2016)
- The Jaws of Life (2023)